# Zibello
Zibello é uma comuna italiana da região da Emília-Romanha, província de Parma, com cerca de 2.007 habitantes. Estende-se por uma área de 23 km², tendo uma densidade populacional de 87 hab/km². Faz fronteira com Busseto, Pieve d'Olmi (CR), Polesine Parmense, Roccabianca, San Daniele Po (CR), Soragna, Stagno Lombardo (CR).
Pertence à rede das Cidades Cittaslow.

## Demografia
| Variação demográfica do município entre 1861 e 2011                               |
|                                                                                   |
| Fonte: Istituto Nazionale di Statistica (ISTAT) - Elaboração gráfica da Wikipedia |